# José María Belauste
José María Belausteguigoitia Landaluce noto come José María Belauste (Bilbao, 3 settembre 1889 – Città del Messico, 4 settembre 1964) è stato un calciatore spagnolo, di ruolo difensore, bandiera dell'Athletic Bilbao, società nella quale ha militato per tutta la sua carriera ventennale dal 1906 al 1924.

## Palmarès

### Club

#### Competizioni regionali
- Campionato basco: 6

Athletic Bilbao: 1913-1914, 1914-1915, 1915-1916, 1919-1920, 1920-1921, 1922-1923, 1923-1924

#### Competizioni nazionali
- Coppa di Spagna: 7

Athletic Bilbao: 1909-1910, 1910-1911, 1913-1914, 1914-1915,  1915-1916, 1920-1921, 1922-1923

### Nazionale
- Argento olimpico: 1

Anversa 1920